# Malo (album)
Malo è il trentesimo album di Cristiano Malgioglio pubblicato su etichetta Malgioglio Records, distribuito dalla Artist First, il 20 maggio 2022 in formato LP e download digitale. 

## Descrizione
L'album, esclusi Forte forte forte e Notte perfetta, si compone interamente da celebri cover: Malo della cantautrice e attrice spagnola Bebe del 2004, Tutti me miran della cantante messicana Gloria Trevi del 2007, Continuando del cantante francese Jérôme Cotta in arte Jehro del 2005, Moliendo cafè del musicista venezuelano Hugo Blanco del 1958, Danzando danzando della cantante brasiliana Ivete Sangalo del 2013, Mi tierra della cantante e attrice cubana Gloria Estefan del 1993, Todo cambia della cantante argentina Mercedes Sosa del 1982, Libre della cantante cubana Omara Portuondo del 2020, O maior golpe do mundo dei cantanti brasiliani Deny e Dino del 1975.
È stato anticipato dai singoli Todo cambia (feat. Orietta Berti) e Tutti me miran (feat. Evry) usciti nel 2021.
L'album è dedicato alla lotta contro la violenza sulle donne, la copertina raffigura infatti delle scarpette rosse su sfondo bianco, simbolo delle vittime di violenza nato nel 2009 da un'installazione dell'artista messicana Elina Chauvet. Anche l'LP è stampato su vinile di colore rosso.

## Tracce
1. Forte forte forte (C. Malgioglio, F. Bracardi)
2. Malo (Bebe)
3. Notte perfetta (feat. The Jek) (C. Malgioglio, D. Calvetti)
4. Tutti me miran (feat. Evry) (G. Trevi, T. Ruiz)
5. Continuando (J. Cotta, J. Birchall-White)
6. Moliendo cafè (feat. Iva Zanicchi) (H. Blanco, J. Manzo Perroni)
7. Danzando danzando (feat. Fernando Proce) (C. F. Felipe, C. T. Dearaujo Paixao, S. M. V. Brito)
8. Mi tierra (Estefano)
9. Todo cambia (feat. Orietta Berti) (J. Numhauser)
10. Cuba isla bella (feat. Orishas & Gente de Zona) (H. Riveri Medina, O. Alfanno, B. Luengo, Y. Romero, R. Gonzalez)
11. Sempre (Libre) (feat. Omara Portuondo) (O. Portuondo, J. Suárez)
12. O maior golpe do mundo (mi sono innamorato di tuo marito) (M. Lago, S. Correo)